# Samsung SGH-X200
O SGH-X200 é um telemóvel da Samsung. O telemóvel se concentra em ser pequeno e leve, em vez de recursos avançados como câmera e música.
O telemóvel possui um fone de ouvido de 2,5 mm e uma porta infravermelha para sincronização com um PC.
A porta proprietária na parte inferior do telefone é usada para carregar o dispositivo e também pode ser conectada a um computador por meio de um cabo serial.